# Organopoda carnaria
Organopoda carnaria är en fjärilsart som beskrevs av Hagen 1902. Organopoda carnaria ingår i släktet Organopoda och familjen mätare. Inga underarter finns listade i Catalogue of Life.